# Kanton Châtillon
Kanton Châtillon (fr. Canton de Châtillon) je francouzský kanton v departementu Hauts-de-Seine v regionu Île-de-France. Tvoří ho pouze město Châtillon.